# Herbert Sturges
Herbert Arthur Sturges (1882 Ohio-1958 Santa Rita) fue un matemático y estadístico alemán. Creó la regla de Sturges a los 44 años, un método para conocer el número de clases que se deben tomar en cuenta a la hora de elaborar histogramas. 
Murió a los setenta y seis años, en 1958.